# Bryconops collettei
Bryconops collettei är en fiskart som beskrevs av Chernoff och Machado-allison 2005. Bryconops collettei ingår i släktet Bryconops och familjen Characidae. Inga underarter finns listade.